# Mercedes-AMG C190
Mercedes-AMG C190 är den första generationen av sportbilen Mercedes-AMG GT som den tyska biltillverkaren Mercedes-Benz dotterbolag Mercedes-AMG introducerade i september 2014.

## Mercedes-AMG GT
Mercedes-AMG GT (C190) presenterades för allmänheten 14 oktober 2014 på Paris Motor Show. Två varianter presenterades, AMG GT (462 hk) och AMG GTS (510 hk). Detta var en ersättare för SLS AMG som gått i graven. Tanken med AMG GT var att det skulle vara en billigare bil än den väldigt dyra SLS AMG. SLS hade också problem med att hitta rätt marknad. AMG GT byggdes för ett enda mål, att konkurrera med Porsche 911. 
GT R presenterades under Goodwood Festival of Speed 24 juni 2016. Den nya GT modellen innebär en rad förändringar bland annat 585 hk, ny grill, monterad vinge, bakhjulsstyrning, aktiv aerodynamik samt en 10 stegad traction control direkt tagen från GT3 modellen. 
GT Roadster & GT C Roadster presenterades i oktober 2016 under Paris Motor Show. GT Roadster med 476 hk och GT C Roadster 557 hk. Den nya beteckningen "C" lägger sig mellan extremvarianten GTR och GTS. 
GT C Edition 50 & AMG GT Facelift presenterades under North American International Auto Show i Detroit i januari 2017. GT C lanserades nu som Coupé, men endast som Edition 50 för att fira AMG:s 50-årsjubileum. Totalt byggs 500. Edition 50 innebär en hel del skillnader i design som endast kan beställas till Edition 50. GT C har många likheter med GT R, bland annat lika bred som GT R samt bakhjulstyrning. Nu lanserade man även en Facelift för hela GT-familjen. Från och med nu kommer alla AMG GT ha den nya Panamericana Grillen. Bakhjulsstyrning kommer även gå att beställas till AMG GTS.
Den 28 oktober 2021 tillkännagav Mercedes-Benz nya Mercedes-AMG R232 SL-klass som den direkta efterföljaren till roadsterversionen.

## Tekniska data
| Mercedes-AMG                | GT (2015-17)                                                          | GT (2017-21)                                                          | GT S (2015-17)                                                        | GT S (2017-21)                                                        | GT C                                                                  | GT R                                                                  | Black Series                                                          |
| --------------------------- | --------------------------------------------------------------------- | --------------------------------------------------------------------- | --------------------------------------------------------------------- | --------------------------------------------------------------------- | --------------------------------------------------------------------- | --------------------------------------------------------------------- | --------------------------------------------------------------------- |
| Motor:                      | M178: 8-cylindrig 90° V-motor med biturbo                             | M178: 8-cylindrig 90° V-motor med biturbo                             | M178: 8-cylindrig 90° V-motor med biturbo                             | M178: 8-cylindrig 90° V-motor med biturbo                             | M178: 8-cylindrig 90° V-motor med biturbo                             | M178: 8-cylindrig 90° V-motor med biturbo                             | M178: 8-cylindrig 90° V-motor med biturbo                             |
| Cylindervolym:              | 3984 cm³                                                              | 3984 cm³                                                              | 3984 cm³                                                              | 3984 cm³                                                              | 3984 cm³                                                              | 3984 cm³                                                              | 3984 cm³                                                              |
| Max effekt vid varvtal:     | 462 hk vid 6 000 v/min                                                | 476 hk vid 6 000 v/min                                                | 510 hk vid 6 250 v/min                                                | 522 hk vid 6 250 v/min                                                | 557 hk vid 5 750 v/min                                                | 585 hk vid 6 250 v/min                                                | 730 hk vid 6 700 v/min                                                |
| Max vridmoment vid varvtal: | 600 Nm vid 1600-5000 v/min                                            | 630 Nm vid 1700-5000 v/min                                            | 650 Nm vid 1740-4750 v/min                                            | 670 Nm vid 1800-5000 v/min                                            | 680 Nm vid 1900-5750 v/min                                            | 700 Nm vid 1900-5500 v/min                                            | 800 Nm vid 2000-6000 v/min                                            |
| Ventilstyrning:             | Dubbla överliggande kamaxlar per cylinderrad, 4 ventiler per cylinder | Dubbla överliggande kamaxlar per cylinderrad, 4 ventiler per cylinder | Dubbla överliggande kamaxlar per cylinderrad, 4 ventiler per cylinder | Dubbla överliggande kamaxlar per cylinderrad, 4 ventiler per cylinder | Dubbla överliggande kamaxlar per cylinderrad, 4 ventiler per cylinder | Dubbla överliggande kamaxlar per cylinderrad, 4 ventiler per cylinder | Dubbla överliggande kamaxlar per cylinderrad, 4 ventiler per cylinder |
| Bränslesystem:              | Direktinsprutning                                                     | Direktinsprutning                                                     | Direktinsprutning                                                     | Direktinsprutning                                                     | Direktinsprutning                                                     | Direktinsprutning                                                     | Direktinsprutning                                                     |
| Växellåda:                  | 7-växlad växellåda med dubbelkoppling, transaxel                      | 7-växlad växellåda med dubbelkoppling, transaxel                      | 7-växlad växellåda med dubbelkoppling, transaxel                      | 7-växlad växellåda med dubbelkoppling, transaxel                      | 7-växlad växellåda med dubbelkoppling, transaxel                      | 7-växlad växellåda med dubbelkoppling, transaxel                      | 7-växlad växellåda med dubbelkoppling, transaxel                      |
| Bromsar:                    | Ventilerade skivbromsar, ABS. Tillval: keramiska skivbromsar          | Ventilerade skivbromsar, ABS. Tillval: keramiska skivbromsar          | Ventilerade skivbromsar, ABS. Tillval: keramiska skivbromsar          | Ventilerade skivbromsar, ABS. Tillval: keramiska skivbromsar          | Ventilerade skivbromsar, ABS. Tillval: keramiska skivbromsar          | Ventilerade skivbromsar, ABS. Tillval: keramiska skivbromsar          | Ventilerade skivbromsar, ABS. Tillval: keramiska skivbromsar          |
| Hjulupphängning fram & bak: | Dubbla tvärlänkar, skruvfjädrar                                       | Dubbla tvärlänkar, skruvfjädrar                                       | Dubbla tvärlänkar, skruvfjädrar                                       | Dubbla tvärlänkar, skruvfjädrar                                       | Dubbla tvärlänkar, skruvfjädrar                                       | Dubbla tvärlänkar, skruvfjädrar                                       | Dubbla tvärlänkar, skruvfjädrar                                       |
| Acceleration 0 – 100 km/h:  | 4,0 s                                                                 | 4,0 s                                                                 | 3,8 s                                                                 | 3,8 s                                                                 | 3,7 s                                                                 | 3,6 s                                                                 | 3,2 s                                                                 |
| Toppfart:                   | 304 km/h                                                              | 304 km/h                                                              | 310 km/h                                                              | 310 km/h                                                              | 317 km/h                                                              | 318 km/h                                                              | 325 km/h                                                              |
| Bränsleförbrukning:         | 9,3 l/100 km                                                          | 9,3 l/100 km                                                          | 9,4 l/100 km                                                          | 9,4 l/100 km                                                          | 11,4 l/100 km                                                         | 11,4 l/100 km                                                         | 12,8 l/100 km                                                         |

## Bilder

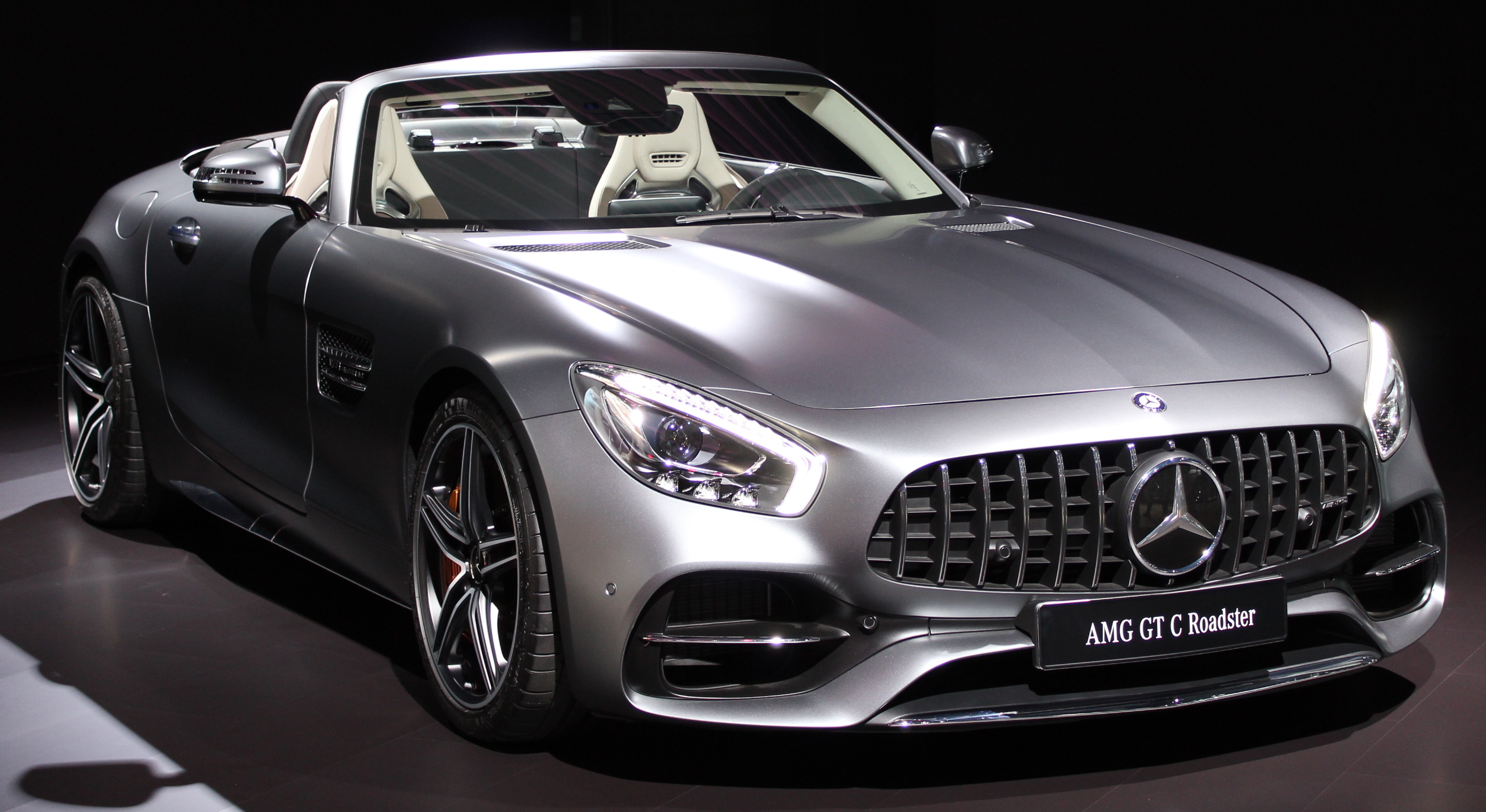
Mercedes-AMG GT C Roadster
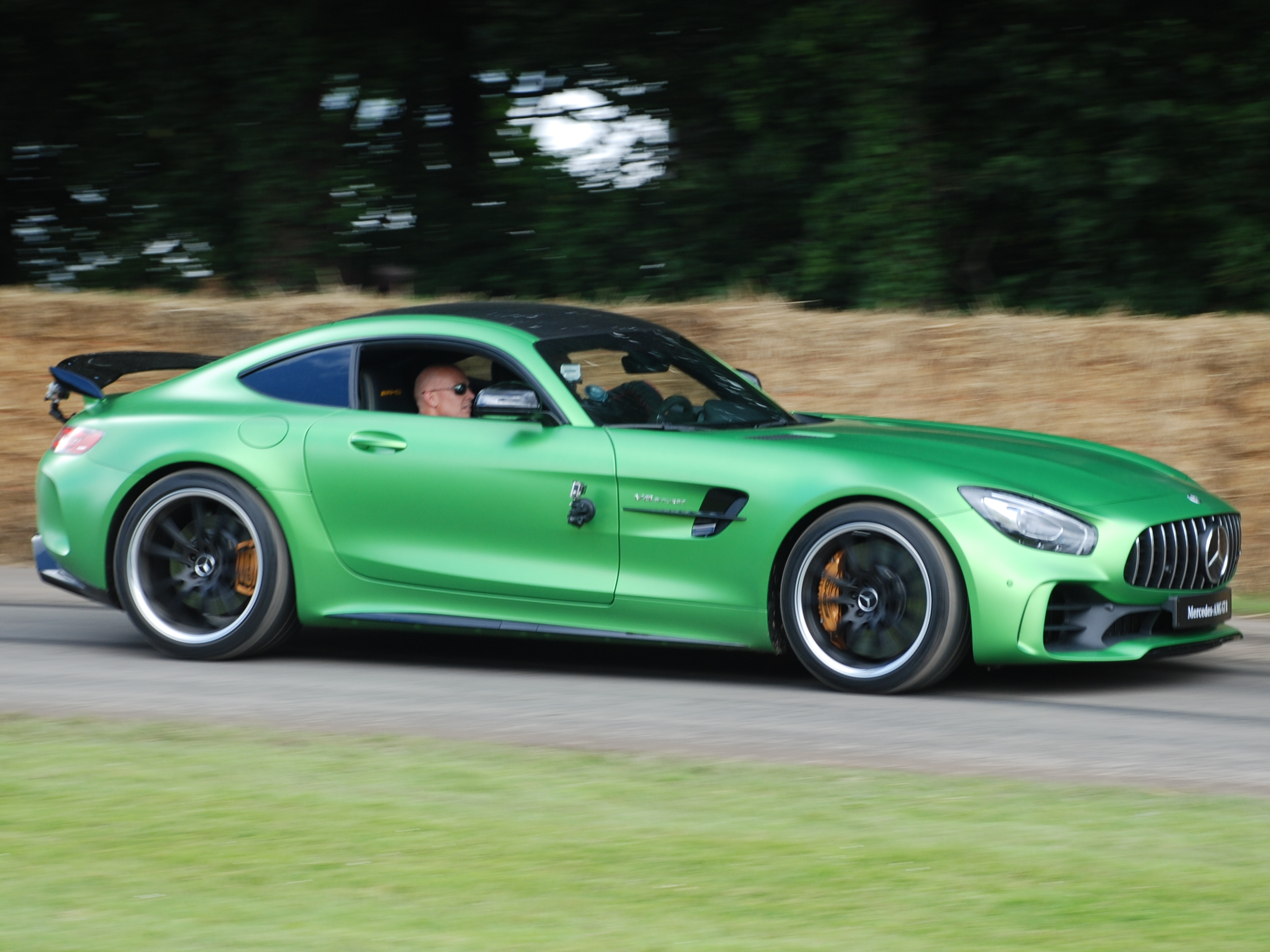
Mercedes-AMG GT R
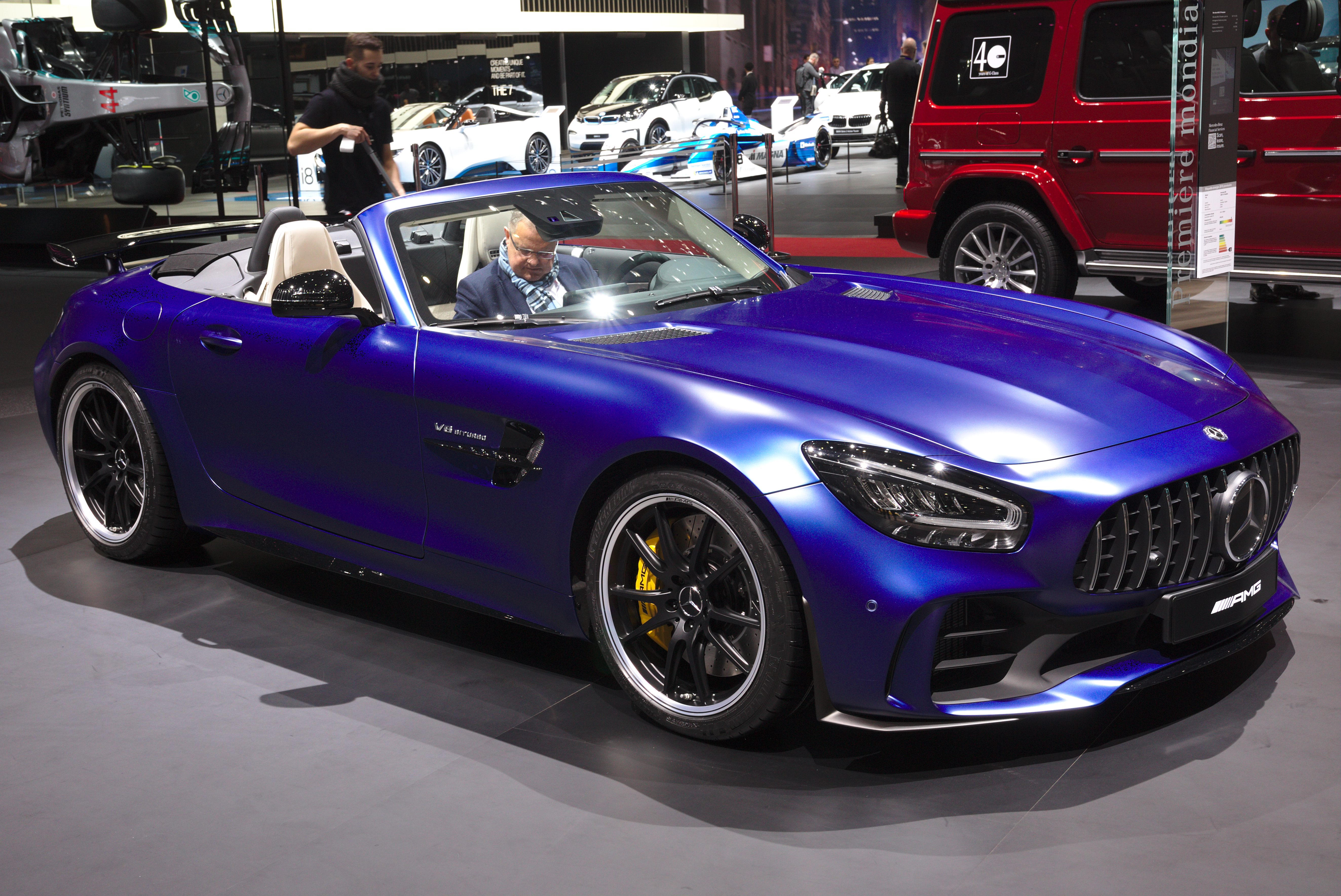
Mercedes-AMG GT R Roadster
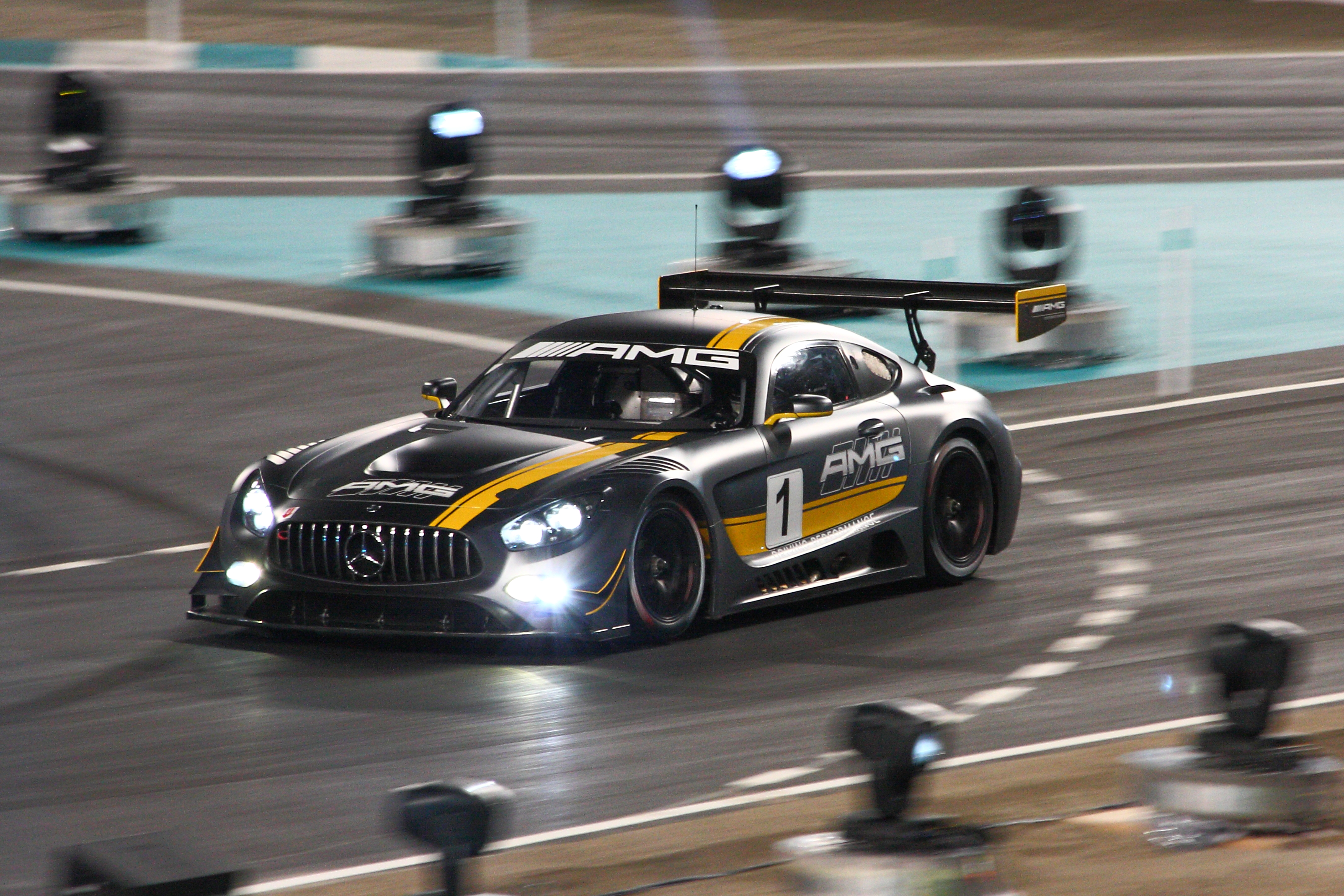
Mercedes-AMG GT3